# Psaume 34 (33)

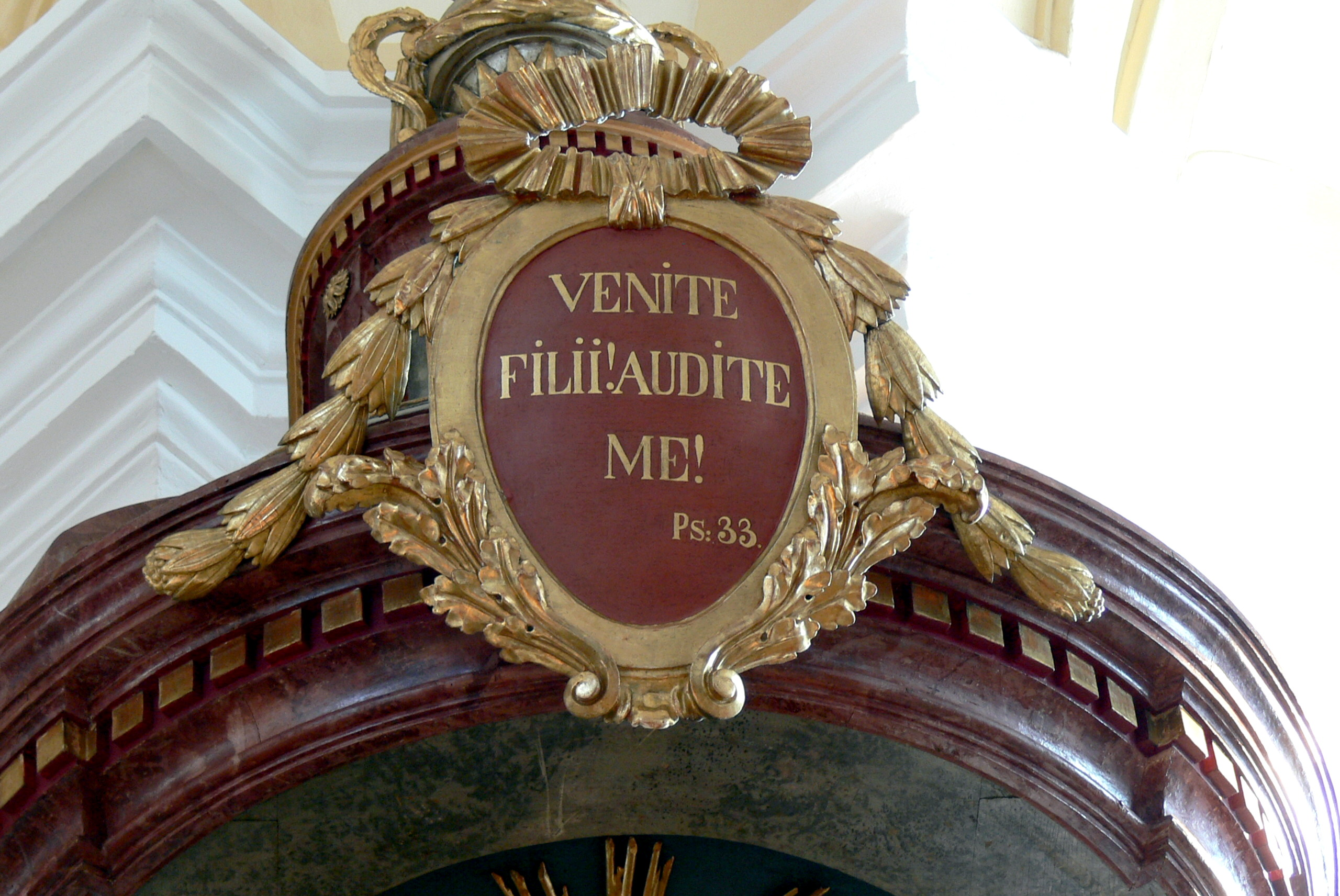
La chaire de l'église Saint-Gilles-et-Saint-Léonard à Peilstein, en Autriche. Figure comme une exhortation le verset 12 du psaume 34 en latin.

Le psaume 34 (33 selon la numérotation grecque) est attribué à David. Ce psaume de confiance est un acrostiche comme le psaume 25 avec qui il a une parenté forte : les premières lettres de chaque verset constituent l’alphabet hébreu. L'indication du premier verset fait référence au moment où David simule la folie devant Akish (et non Abimélec) pour éviter la prison.
Par ailleurs, on retrouve des passages du psaume dans le Nouveau Testament, sous forme d'allusion dans l'Évangile selon Jean, et cité par Pierre.

## Texte
| verset | original hébreu                                   | traduction française de Louis Segond                                                                          | Vulgate latine                                                                                 |
| ------ | ------------------------------------------------- | --- | ---------------------------------------------------------------------------------------------- |
| 1      | לְדָוִד-- בְּשַׁנּוֹתוֹ אֶת-טַעְמוֹ, לִפְנֵי אֲבִימֶלֶךְ; וַיְגָרְשֵׁהוּ, וַיֵּלַךְ | [De David. Lorsqu’il contrefit l’insensé en présence d’Abimélec, et qu’il s’en alla chassé par lui.]          | [David cum inmutavit vultum suum coram Abimelech et dimisit eum et abiit]                      |
| 2      | אֲבָרְכָה אֶת-יְהוָה בְּכָל-עֵת; תָּמִיד, תְּהִלָּתוֹ בְּפִי             | Je bénirai l’Éternel en tout temps ; sa louange sera toujours dans ma bouche.                                 | Benedicam Dominum in omni tempore semper laus eius in ore meo                                  |
| 3      | בַּיהוָה, תִּתְהַלֵּל נַפְשִׁי; יִשְׁמְעוּ עֲנָוִים וְיִשְׂמָחוּ             | Que mon âme se glorifie en l’Éternel ! Que les malheureux écoutent et se réjouissent !                        | In Domino laudabitur anima mea audiant mansueti et laetentur                                   |
| 4      | גַּדְּלוּ לַיהוָה אִתִּי; וּנְרוֹמְמָה שְׁמוֹ יַחְדָּו                  | Exaltez avec moi l’Éternel ! Célébrons tous son nom !                                                         | Magnificate Dominum mecum et exaltemus nomen eius in id ipsum                                  |
| 5      | דָּרַשְׁתִּי אֶת-יְהוָה וְעָנָנִי; וּמִכָּל-מְגוּרוֹתַי הִצִּילָנִי          | J’ai cherché l’Éternel, et il m’a répondu ; il m’a délivré de toutes mes frayeurs.                            | Exquisivi Dominum et exaudivit me et ex omnibus tribulationibus meis eripuit me                |
| 6      | הִבִּיטוּ אֵלָיו וְנָהָרוּ; וּפְנֵיהֶם, אַל-יֶחְפָּרוּ                | Quand on tourne vers lui les regards, on est rayonnant de joie, et le visage ne se couvre pas de honte.       | Accedite ad eum et inluminamini et facies vestrae non confundentur                             |
| 7      | זֶה עָנִי קָרָא, וַיהוָה שָׁמֵעַ; וּמִכָּל-צָרוֹתָיו, הוֹשִׁיעוֹ        | Quand un malheureux crie, l’Éternel entend, et il le sauve de toutes ses détresses.                           | Iste pauper clamavit et Dominus exaudivit eum; et de omnibus tribulationibus eius salvavit eum |
| 8      | חֹנֶה מַלְאַךְ-יְהוָה סָבִיב לִירֵאָיו; וַיְחַלְּצֵם                 | L’ange de l’Éternel campe autour de ceux qui le craignent, et il les arrache au danger.                       | Vallabit angelus Domini in circuitu timentium eum et eripiet eos                               |
| 9      | טַעֲמוּ וּרְאוּ, כִּי-טוֹב יְהוָה; אַשְׁרֵי הַגֶּבֶר, יֶחֱסֶה-בּוֹ        | Sentez et voyez combien l’Éternel est bon ! Heureux l’homme qui cherche en lui son refuge !                   | Gustate et videte quoniam suavis est Dominus beatus vir qui sperat in eo                       |
| 10     | יְראוּ אֶת-יְהוָה קְדֹשָׁיו: כִּי-אֵין מַחְסוֹר, לִירֵאָיו          | Craignez l’Éternel, vous ses saints ! Car rien ne manque à ceux qui le craignent.                             | Timete Dominum omnes ; sancti eius quoniam non est inopia timentibus eum                       |
| 11     | כְּפִירִים, רָשׁוּ וְרָעֵבוּ; וְדֹרְשֵׁי יְהוָה, לֹא-יַחְסְרוּ כָל-טוֹב    | Les lionceaux éprouvent la disette et la faim, mais ceux qui cherchent l’Éternel ne sont privés d’aucun bien. | Divites eguerunt et esurierunt inquirentes autem Dominum non minuentur omni bono [diapsalma]   |
| 12     | לְכוּ-בָנִים, שִׁמְעוּ-לִי; יִרְאַת יְהוָה, אֲלַמֶּדְכֶם              | Venez, mes fils, écoutez-moi ! Je vous enseignerai la crainte de l’Éternel.                                   | Venite filii audite me timorem Domini docebo vos                                               |
| 13     | מִי-הָאִישׁ, הֶחָפֵץ חַיִּים; אֹהֵב יָמִים, לִרְאוֹת טוֹב           | Quel est l’homme qui aime la vie, qui désire la prolonger pour jouir du bonheur ?                             | Quis est homo qui vult vitam cupit videre dies bonos                                           |
| 14     | נְצֹר לְשׁוֹנְךָ מֵרָע; וּשְׂפָתֶיךָ, מִדַּבֵּר מִרְמָה                  | Préserve ta langue du mal, et tes lèvres des paroles trompeuses ;                                             | Prohibe linguam tuam a malo et labia tua ne loquantur dolum                                    |
| 15     | סוּר מֵרָע, וַעֲשֵׂה-טוֹב; בַּקֵּשׁ שָׁלוֹם וְרָדְפֵהוּ                | Éloigne-toi du mal, et fais le bien ; recherche et poursuis la paix.                                          | Deverte a malo et fac bonum inquire pacem et persequere eam                                    |
| 16     | עֵינֵי יְהוָה, אֶל-צַדִּיקִים; וְאָזְנָיו, אֶל-שַׁוְעָתָם            | Les yeux de l’Éternel sont sur les justes, et ses oreilles sont attentives à leurs cris.                      | Oculi Domini super iustos et aures eius in precem eorum                                        |
| 17     | פְּנֵי יְהוָה, בְּעֹשֵׂי רָע; לְהַכְרִית מֵאֶרֶץ זִכְרָם               | L’Éternel tourne sa face contre les méchants, pour retrancher de la terre leur souvenir.                      | Facies Domini super facientes mala ut perdat de terra memoriam eorum                           |
| 18     | צָעֲקוּ, וַיהוָה שָׁמֵעַ; וּמִכָּל-צָרוֹתָם, הִצִּילָם                | Quand les justes crient, l’Éternel entend, et il les délivre de toutes leurs détresses ;                      | Clamaverunt iusti et Dominus exaudivit et ex omnibus tribulationibus eorum liberavit eos       |
| 19     | קָרוֹב יְהוָה, לְנִשְׁבְּרֵי-לֵב; וְאֶת-דַּכְּאֵי-רוּחַ יוֹשִׁיעַ          | L’Éternel est près de ceux qui ont le cœur brisé, et il sauve ceux qui ont l’esprit dans l’abattement.        | Iuxta est Dominus his qui tribulato sunt corde et humiles spiritu salvabit                     |
| 20     | רַבּוֹת, רָעוֹת צַדִּיק; וּמִכֻּלָּם, יַצִּילֶנּוּ יְהוָה               | Le malheur atteint souvent le juste, mais l’Éternel l’en délivre toujours.                                    | Multae tribulationes iustorum et de omnibus his liberavit eos                                  |
| 21     | שֹׁמֵר כָּל-עַצְמוֹתָיו; אַחַת מֵהֵנָּה, לֹא נִשְׁבָּרָה                | Il garde tous ses os, aucun d’eux n’est brisé.                                                                | Dominus custodit omnia ossa eorum unum ex his non conteretur                                   |
| 22     | תְּמוֹתֵת רָשָׁע רָעָה; וְשֹׂנְאֵי צַדִּיק יֶאְשָׁמוּ                   | Le malheur tue le méchant, et les ennemis du juste sont châtiés.                                              | Mors peccatorum pessima et qui oderunt iustum delinquent                                       |
| 23     | פֹּדֶה יְהוָה, נֶפֶשׁ עֲבָדָיו; וְלֹא יֶאְשְׁמוּ, כָּל-הַחֹסִים בּוֹ       | L’Éternel délivre l’âme de ses serviteurs, et tous ceux qui l’ont pour refuge échappent au châtiment.         | Redimet Dominus animas servorum suorum et non delinquent omnes qui sperant in eum              |

## Structure et thème du psaume
Le psaume 34 est un diptyque : la première partie jusqu’au verset 11 est constituée d’une hymne et d’un développement de l’expérience du psalmiste, tandis que la seconde partie prend un ton sapientiel. Trois thèmes sont abordés : celui de la rétribution, du bonheur, et enfin de la pauvreté spirituelle.
La rétribution est décrite par des triplets de verbes, sur le schéma : appel vers Dieu, réponse de Dieu, action de Dieu. Elle n’est pas envisagée de façon binaire, mais le méchant ne laissera pas de traces sur la terre. La face de Dieu combat le méchant alors qu’elle est propice au juste. L’idéal du bonheur est une vie longue et heureuse, comme dans toute la littérature sapientielle. Pour être heureux, il convient de rechercher la paix, et de s’abstenir de dire et de faire le mal. Le pauvre du Seigneur reçoit plusieurs noms dans le psaume : celui qui craint le Seigneur, le juste, le malheureux... Initialement, le pauvre du Seigneur désignait l’opprimé, et le sens a glissé vers une signification plus spirituelle de celui qui cherche et craint le Seigneur.

## Usages liturgiques

### Dans le judaïsme
Le psaume 34 est récité dans son intégralité pendant pesukei dezimra, le shabbat, à Yom tov et à Hoshana Rabba. On récite aussi le verset 4 au moment où le rouleau de la Torah est sorti de l’arche sainte. Les versets 10 et 11 se trouvent dans le paragraphe final de Birkat Hamazon, et les versets 14 et 15 forment la base du paragraphe final de la amida.

### Dans le christianisme

#### Chez les catholiques
D'après la distribution de Benoît de Nursie établie vers 530, ce psaume était traditionnellement exécuté lors de l'office de matines du lundi auprès des monastères,.
Actuellement, dans la liturgie des Heures, le psaume 34 est récité les samedis de la première et troisième semaines, ainsi que pour les fêtes de saints, à l'heure médiane. Il est souvent pris à la messe comme psaume responsorial.

## Mise en musique
- Le groupe israélien Miqedem a utilisé un style moderne et rythmé pour mettre en musique quelques versets de ce psaume dans la chanson Taamu .